# NGC 541
NGC 541 је елиптична галаксија у сазвежђу Кит која се налази на NGC листи објеката дубоког неба.
Деклинација објекта је - 1° 22' 46" а ректасцензија 1h 25m 44,3s. Привидна величина (магнитуда) објекта NGC 541 износи 12,2 а фотографска магнитуда 13,2. Налази се на удаљености од 61,773 милиона парсека од Сунца. NGC 541 је још познат и под ознакама UGC 1004, MCG 0-4-137, CGCG 385-128, ARP 133, DRCG 7-34, PGC 5305.